# ایفده
ایفده (به هلندی: Eefde) یک منطقهٔ مسکونی در هلند است که در لوخم واقع شده‌است. ایفده ۴٬۲۴۲ نفر جمعیت دارد.